# Sandra Wallenhorst
Sandra Wallenhorst née le 1er janvier 1972 à Arnstadt en Allemagne est une triathlète professionnelle, vainqueur sur triathlon Ironman et Ironman 70.3. Elle pratique également la course de fond .

## Biographie

### Jeunesse
Sandra Wallenhorst pratique dans sa jeunesse la course à pied et débute en triathlon à partir de 1996. Elle participe à des compétitions sur courte distance dans des étapes de la coupe du monde de triathlon. À partir de 2003, elle s'essaie au longue distance et prend une 6e place en 2004 lors de l'Ironman Canada

### Carrière en triathlon
En 2008 Sandra Wallenhorst remporte son premier succès international lors de l'Ironman Autriche à Klagenfurt et devient la triathlète allemande la plus rapide sur distance Ironman en 8 h 47 min 25 s.

## Palmarès
Le tableau présente les résultats les plus significatifs (podium) obtenus sur le circuit international de triathlon depuis 2008,.
| Année | Compétition                                  | Pays           | Position           | Temps           |
| ----- | -------------------------------------------- | -------------- | ------------------ | --------------- |
| 2010  | Ironman Allemagne                            | Allemagne      | Médaille d'or      | 9 h 4 min 27 s  |
| 2010  | Ironman 70.3 Afrique du Sud                  | Afrique du Sud | Médaille d'argent  | 4 h 37 min 1 s  |
| 2009  | Ironman Allemagne                            | Allemagne      | Médaille d'or      | 8 h 58 min 8 s  |
| 2009  | Ironman 70.3 Autriche                        | Autriche       | Médaille d'or      | 4 h 28 min 46 s |
| 2008  | Ironman - Championnat du monde à Kailua-Kona | États-Unis     | Médaille de bronze | 9 h 22 min 52 s |
| 2008  | Ironman Autriche                             | Autriche       | Médaille d'or      | 8 h 47 min 25 s |
| 2008  | Ironman 70.3 Autriche                        | Autriche       | Médaille de bronze | 4 h 26 min 25 s |